# Església de Jesús (Múrcia)
|  | Aquest article tracta sobre Església de Jesús a Múrcia. Si cerqueu Església de Jesús a Lisboa, vegeu «Església de Jesús». |

L'església de Jesús o església del nostre Pare Jesús de Múrcia (Regió de Múrcia, Espanya), és seu de la confraria de Setmana Santa del mateix nom. La confraria va construir entre 1675 i 1696 una edificació independent, l'actual església de Jesús, abandonant la Capella que posseïa dins del contigu Convent Agustí (actual església de Sant Andreu).
L'Església de Jesús forma part del Museu Salzillo, edifici annex a l'església Dins de l'església s'exposen els passos processionals que l'escultor Francisco Salzillo -un dels més importants de l'escultura espanyola- va realitzar per a la referida confraria del nostre Pare Jesús Nazarè de Múrcia.

## Història

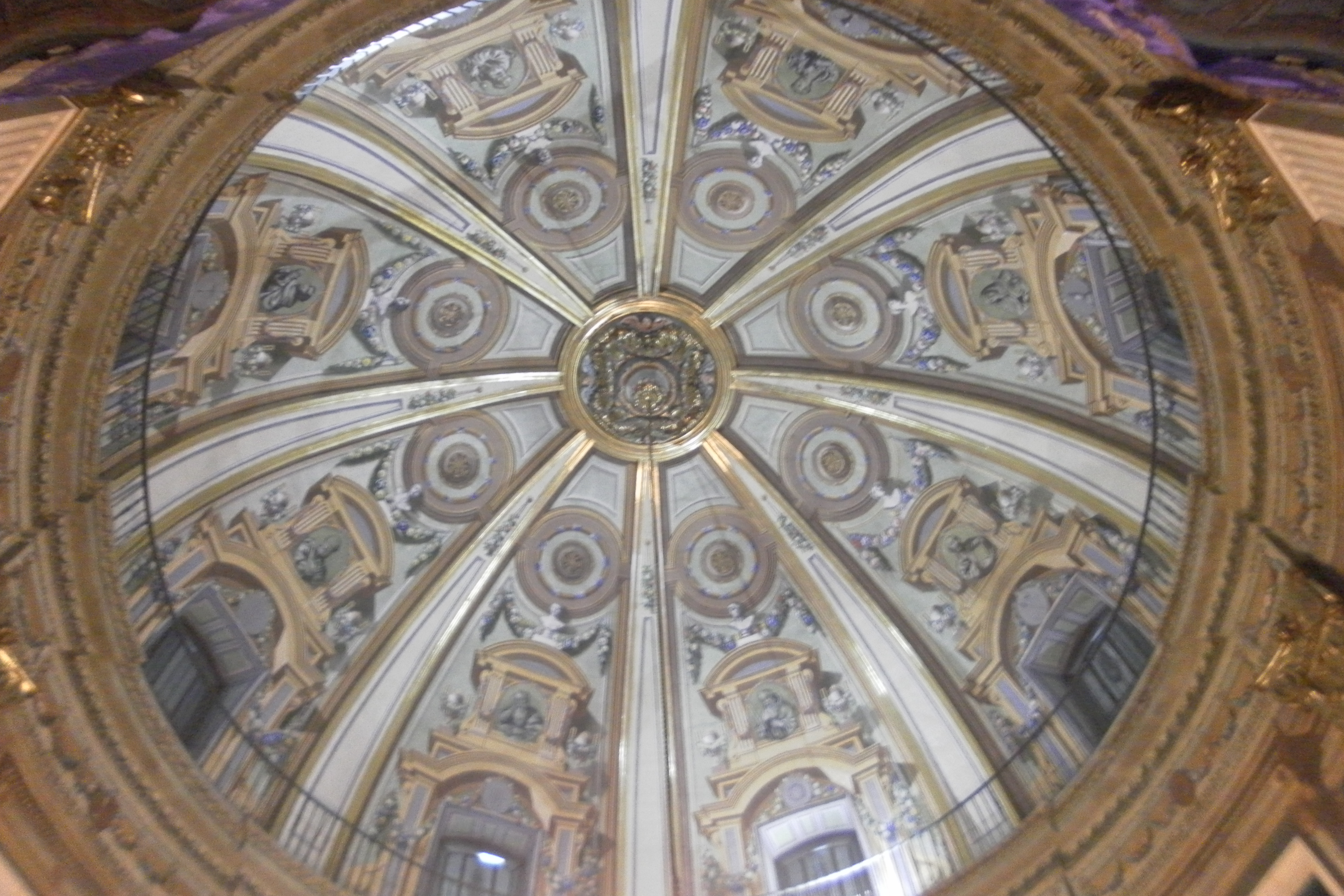
Imatge de l'interior de la cúpula de l'església, amb les pintures de Pablo Sistori.

El lloc on avui està situada l'església de Jesús va correspondre amb anterioritat a l'ermita de Sant Sebastià, aixecada segons Díaz Cassou entre 1463 i 1478, per commemorar el final d'una epidèmia. L'ermita va ser concedida a l'ordre dels agustins conjuntament amb la de la Verge de l'Arrixaca, que tenien les seves seus al costat de la mateixa.
Mentrestant, en 1600 s'havia fundat la germanor religiosa de devots del nostre Pare Jesús Nazarè, les constitucions del qual van ser aprovades per Acte de 3 de setembre del mateix any. La confraria va edificar una primitiva capella, que Martínez Tornel data en 1603, que es va denominar de les Onze Mil Verges i que estava dins de l'església dels agustins (actualment Parròquia de Sant Andreu).
Va a ser en 1675 quan es plantegen per primera vegada els conflictes entre els agustins i la confraria, que s'estendran durant tot un segle i que van a donar lloc a la desaparició de l'ermita de Sant Sebastià i a la construcció en el seu emplaçament de l'església de Jesús.
A partir de 1676 es va realitzar l'obra de construcció de l'església de Jesús, obra que s'estendrà durant vint anys fins a la seva benedicció en 1696. En 1686 va ser subhastada l'obra de la portada, sent adjudicada el 7 de juliol a Francisco d'Hontiyuelos. Aquesta nova església independent explicava encara així amb una comunicació amb la contigua església dels agustins.
Dins ja del segle xviii es va procedir a realitzar certs canvis tant en la processó com a l'església. L'impulsor d'aquesta empresa va ser el majordom Joaquín Riquelme i Togores, que va encarregar a l'escultor Francisco Salzillo la renovació dels passos processionals, alhora que va projectar la reforma i decoració interior de l'església, reforma que Martínez Tornel data en 1777. L'obra executada en aquesta època, va estar dirigida cap a l'adequació i reforma d'algunes de les capelles i elements complementaris com a altars, púlpits, etc.
El referit plet entre els monjos i la germanor penitencial va ser guanyat per la confraria i a conseqüència de la sentència, va ser tapiada la comunicació que Sant Agustí venia tenint amb l'església de Jesús en 1765.
En 1792 és encarregada la decoració dels paraments interiors de l'església al pintor perspectivista italià establert a Múrcia, Pablo Sístori, autor així mateix dels retaules pictòrics de l'església de Santa Eulàlia de Múrcia i de l'església de Sant Joan]de Déu.

## Patrimoni
Una de les principals característiques del conjunt arquitectònic és la seva curiosa planta circular, disposant-se una sèrie de capelles radials on es custodien els diferents passos processionals de la confraria, obres de l'escultor barroc Francisco Salzillo -excepte el titular-.
Ells són La Santa Cena (1763), La Oración del Huerto (1754), El Prendimiento o Beso de Judas (1763), Jesús en la Columna (1777), La Santa Mujer Verónica (1755), La Caída (1752), San Juan (1756) i La Dolorosa (1755).
En la capella principal, sota un templet circular neoclàssic obra del tallista Julián Hernández, es custodia el titular de l'església i la confraria, Nuestro Padre Jesús Nazareno. Aquesta antiquíssima i anònima imatge va ser adaptada a l'estètica processional en 1601 per Juan d'Aguilera.

## Galeria

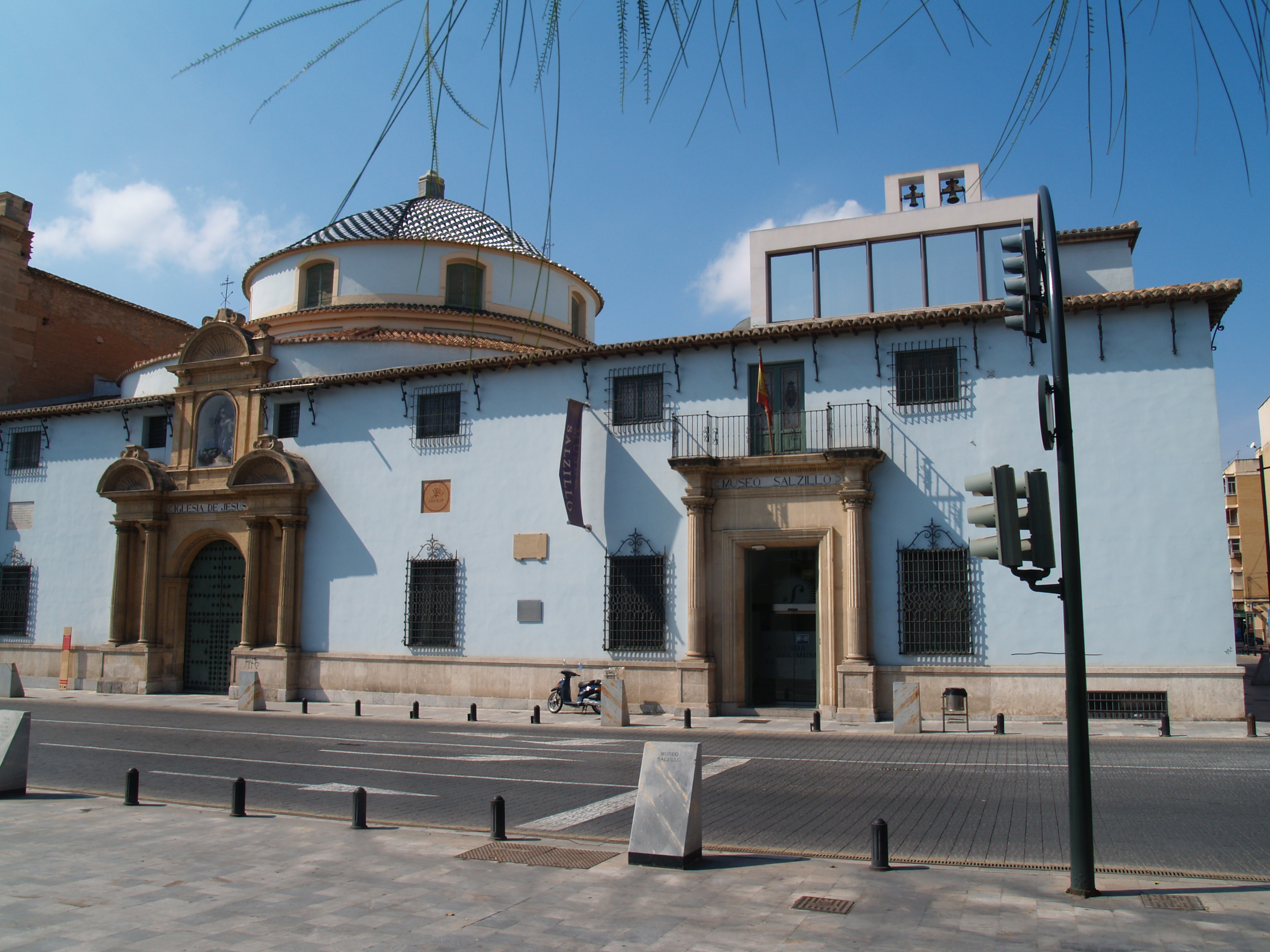
Església de Jesús (esquerra) juntament a l'edifici del Museu Salzillo (dreta).